# جاكي نيل
جاكي نيل (بالإنجليزية: Jackie Neal)‏ هي مغنية أمريكية، ولدت في 7 يوليو 1967 في باتون روج في الولايات المتحدة، وتوفي بنفس المكان في 10 مارس 2005.

## وصلات خارجية
- جاكي نيل على موقع IMDb (الإنجليزية)
- جاكي نيل على موقع ميوزك برينز (الإنجليزية)
- جاكي نيل على موقع ديسكوغز (الإنجليزية)